# Femur-Fibula-Ulna-Syndrom
Das Femur-Fibula-Ulna-Syndrom, auch kurz FFU-Syndrom oder FFU-Komplex genannt, ist eine sehr seltene angeborene Erkrankung mit einer meist asymmetrisch auftretende Kombination aus Defekten des Oberschenkelknochens (Femur) und des Wadenbeins (Fibula) einer Seite mit einer Fehlbildung der Elle (ulnare Klumphand) oder Ellbogenaplasie auf der gegenüberliegenden Körperseite.
Synonyme sind: Femur-Fibula-Ulna-Dysostose; PFFD
Mitunter wird das Syndrom auch als identisch mit PFFD angesehen.
Die Erstbeschreibung stammt aus dem Jahre 1967 durch den Frauenarzt D. Kühne, den Humangenetiker Widukind Lenz, den Orthopäden D. Petersen und den Pädiater H. Schönenberg.

## Verbreitung
Die Häufigkeit wird mit 1 bis 9 zu 100 000 angegeben, es wurden bis 1977 lediglich 321 Fälle dokumentiert, davon 106 in Deutschland, wobei von 178 Fällen 109 bei Jungen auftraten und 69 bei Mädchen. 

## Ursache
Die Ätiologie ist nicht bekannt. Es wurden keine pränatale Faktoren zur Auslösung bekannt. Weiterhin konnte weder eine familiäre Häufung, elterliche Konsanguinität oder ein Vateraltereffekt, ebenso wenig eine geographisch und zeitlich bedingte Häufung festgestellt werden. Der FFU-Komplex kommt in aller Welt vor.

## Klinische Erscheinungen
Klinische Kriterien sind:
- Asymmetrie der Veränderungen, Arme häufiger als Beine, rechts öfter als links
- variabel ausgeprägte, auch ungewöhnliche Fehlbildungen der Arme wie Amelie, Humerushypoplasie und humero-radiale Synostose, Peromelie (amputationsartiger Stumpf), seltener Phokomelie
- Defekte der Ulna oder ulnare Strahldefekte / Aplasie 4. und 5. Strahl, Syndaktylie 4. und 5. Finger
- meist einseitige Hypo- oder Aplasie von proximalem Femur und Fibula
- fibulare Strahldefekte mit Oligodaktylie im 4. und 5. Strahl
- keine inneren Fehlbildungen

## Diagnose
Mittels Feinultraschall ist eine bereits vorgeburtliche Diagnostik ab der 20. Schwangerschaftswoche möglich.

## Differentialdiagnose
Abzugrenzen ist neben dem  Proximalen Femurdefekt u. a. die Mesomele Dysplasie Typ Verloes-David-Pfeiffer sowie das Femoral-faziale Syndrom.

## Therapie
Die Behandlung richtet sich nach Art und Ausmaß der Fehlbildungen.